# 스즈키 가즈히로 (축구 선수)
스즈키 가즈히로(일본어: 鈴木 和裕, 1976년 11월 16일 ~ )는 일본의 전 축구 선수이다.

## 구단 경력
과거 제프 유나이티드 이치하라, 교토 퍼플 상가, 미토 홀리호크에서 활동하였다.

## 국가대표팀 경력
그는 1993년 FIFA U-17 세계 축구 선수권 대회에 참가할 일본 U-17 국가대표팀에 발탁되었으며, 4경기에 출전했다.
1995년 FIFA 세계 청소년 축구 선수권 대회에 참가할 일본 U-20 국가대표팀에도 발탁되었으며, 4경기에 출전했다.